# Орібазій
Орібазій (дав.-гр. Оρειβάσιος; близько 325 — 403) — давньогрецький лікар часів пізньої Римської імперії.

## Життєпис
Походив із заможної родини Пергаму. Здобув класичну освіту. Потім навчався в Александрії Єгипетській у Зенона Кіпрського. По поверненню до рідного міста розпочав практику лікаря, здобувши гарну репутацію. У 355 році тоді ще цезар Юліан призначив Орібазія особистим лікарем. Під час перебування лікаря біля Юліана в Галлії та Германії, став довіреною особою цезаря.
У 361 році, коли Юліан став імператором Римської імперії, переїхав разом з останнім до Константинополя.
У 363 році супроводжував імператора у перському поході. За імператорів Валентиніана I й Валента зазнав переслідувань за свою прихильність поганству. Проте, зважаючи на медичний авторитет Орібазія у 378 році (після смерті Валента) його повернуто до імператорського двору. Користувався довірою усіх наступних імператорів. Помер у 403 році.

## Медичний доробок
У 361—363 роках зібрав найзначущі відомості з творів найвідоміших лікарів і включив їх до ґрунтовної праці «Збірка медичних знань» (інший переклад — «Лікарські правила») у 70 книгах, складених за предметним принципом (книги I—VI — про дієту і реабілітацію; VII—IX — про кровопускання; IX—X — про лікування і лікарські засоби; далі йшов виклад фізіології і патології). Збереглося 25 книг (I—X, XIV—XVI, XXI—XXII, XXIV—XXV, XLVI-LI) і витяги з інших книг.
Орібазій також склав для свого сина Євстафія популярний варіант вищеназваного твору «Синопсіс для Євстафія» у 9 книгах (він зберігся в латинському перекладі). Обидва твори є цінними джерелами з історії античної медицини.
Також для початківців Орібазій написав книгу рецептів «Домашні ліки» у 4 книгах. Орібазій був хорошим стилістом і майстерним компілятором. Ревний прихильник вчення Галена, він мимоволі в усьому слідував за ним, чим заслужив невтішне прізвисько «галенової мавпи».